# Metr krychlový

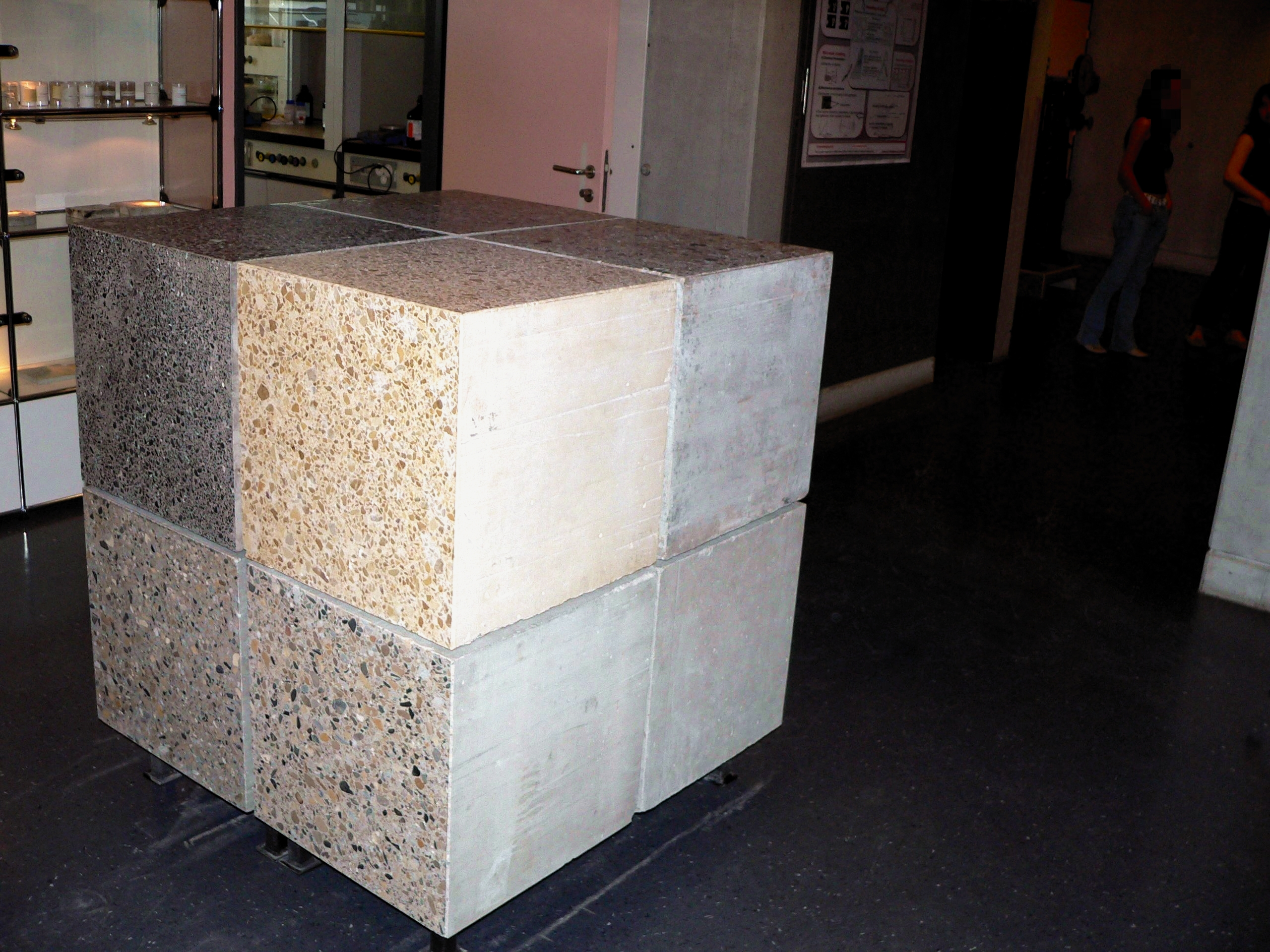
Betonová krychle o hraně 1 metr

Metr krychlový (také metr kubický, hovorově často kubík) je jednotka objemu, značená m³, patřící do soustavy SI jako odvozená jednotka. Jeden metr krychlový je objem krychle s délkou hrany 1 metr. Rovná se objemu 1000 litrů.

## Porovnání některých řádově blízkých objemů
- 0,1 m³ je rovno
  - 3,53 krychlové stopy

- 1 m³ je roven
  - 35,3 krychlové stopy
  - objemu koule o poloměru 0,62 m

## Další jednotky
Kilometr krychlový (km³) je objem krychle s délkou hrany 1 kilometr. Protože je objem krychle dán třetí mocninou její strany, platí
1 km³ = 1 000 000 000 m³
1 km³ = 1 bcm – miliarda kubických metrů, slouží podle Mezinárodní agentury pro energii pro měření objemu zemního plynu, odpovídá průměrně 38.2 petajoulů (1,06×1010 kWh) energie pro ruský zemní plyn a 41,4 PJ (1,15×1010 kWh) energie pro zemní plyn z Kataru